# Проходка в бурінні
Проходка в бурінні (рос. проходка  в бурении; англ. drilling meterage; нім. Abteufen n, Niederbringen n, Durchbohren n im Bohren; Bohrfortschritt m) — основний показник, що характеризує обсяг бурових робіт у натуральній формі. Включає всі пробурені метри по всіх свердловинах, що пробурені в даному періоді, за винятком буріння «другим стовбуром», що являє собою виправлення браку в бурінні. При плануванні та обліку проходку показують окремо за метою і способами буріння, окремо буріння на нафту і газ, за типами доліт, інтервалами, видами проходки та ін.

## ПРОХОДКА В БУРІННІ ЗВЕДЕНА
ПРОХОДКА В БУРІННІ ЗВЕДЕНА — показник, що характеризує обсяг робіт бурового підприємства з врахуванням різниці показників за метою буріння і визначається додаванням проходок за метою буріння, скоригованих через співвідношення швидкостей буріння — проходки в експлуатаційному і розвідувальному бурінн та комерційної швидкості експлуатаційного і розвідувального буріння.

## ПРОХОДКА В БУРІННІ УМОВНА
ПРОХОДКА В БУРІННІ УМОВНА — умовна одиниця вимірювання обсягу проходки, що має заздалегідь встановлену постійну трудомісткість буріння. Перерахунок фізичних метрів проходки в умовні дає змогу забезпечити відносне зіставлення показників по свердловинах і групах свердловин з різною трудомісткістю буріння при аналітичних розрахунках. За основу умовного метра береться нормативна трудомісткість буріння одного фізичного метра в певному інтервалі, що й вважається еталоном. Перерахунок фізичних метрів в умовні проводиться з допомогою системи коефіцієнтів трудомісткості, що визначаються по окремих інтервалах глибин.

## Ізоляція водоносних горизонтів
Серед необхідних заходів проходки свердловини потрібно вважати ізоляцію водоносних горизонтів, їх тампонаж, що має уберегти їх від забруднення. Відповідно, для цих цілей повинен використовуватися високоякісний тампонажний цемент; ми повинні мати уявлення про тампонажний розчин, що містить крім цементуючої маси ще й різні добавки (шлак, крейда тощо), іноді хімікати і води, які використовуються для утворення кріплення свердловини.